# Brachycaudus divaricatellus
Brachycaudus divaricatellus är en insektsart som beskrevs av Shaposhnikov 1956. Brachycaudus divaricatellus ingår i släktet Brachycaudus och familjen långrörsbladlöss. Inga underarter finns listade i Catalogue of Life.